# ルースカヤ・プラウダ (キエフ大公国)

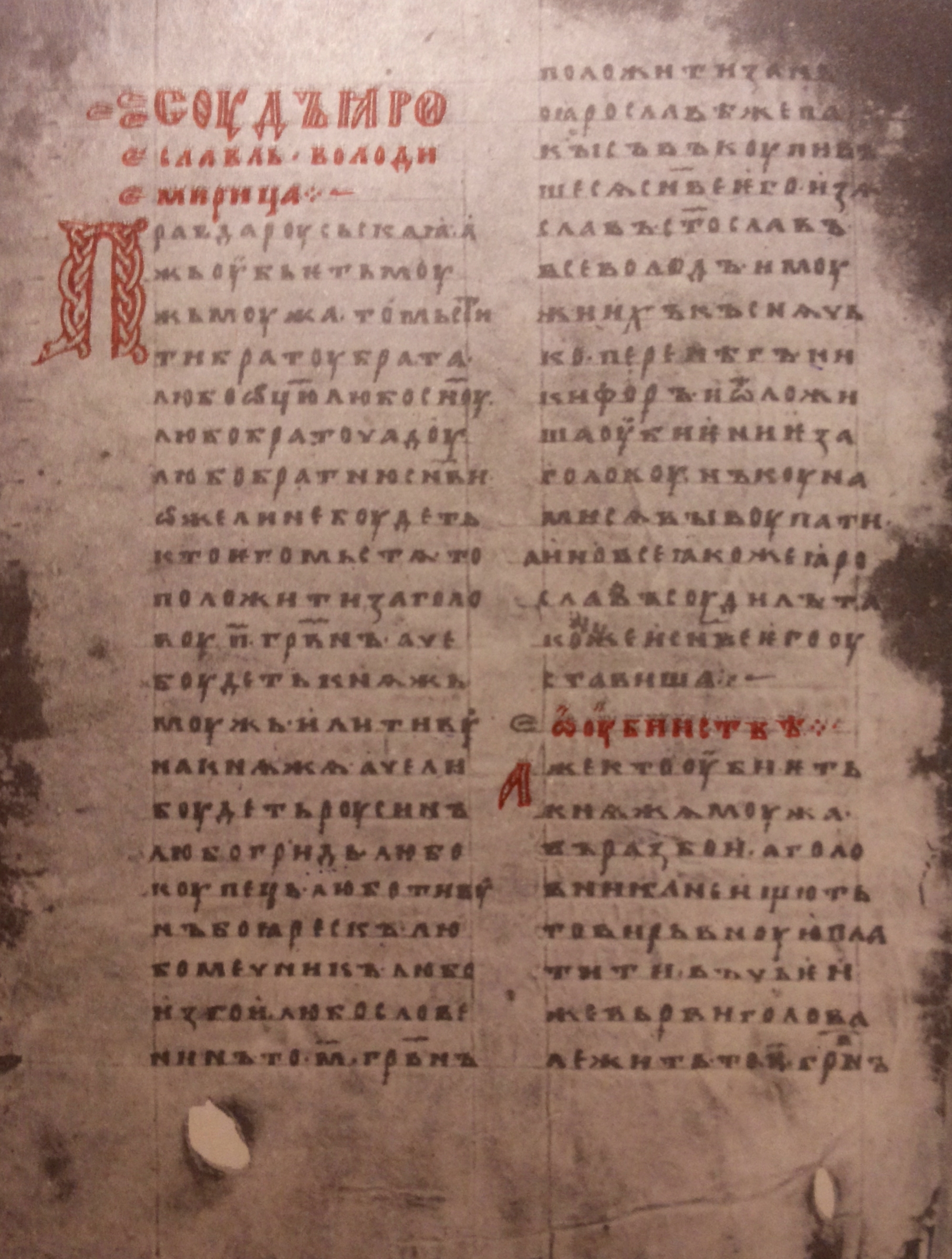
「拡大本」『ルースカヤ・プラウダ』の1葉目。13世紀末の写本

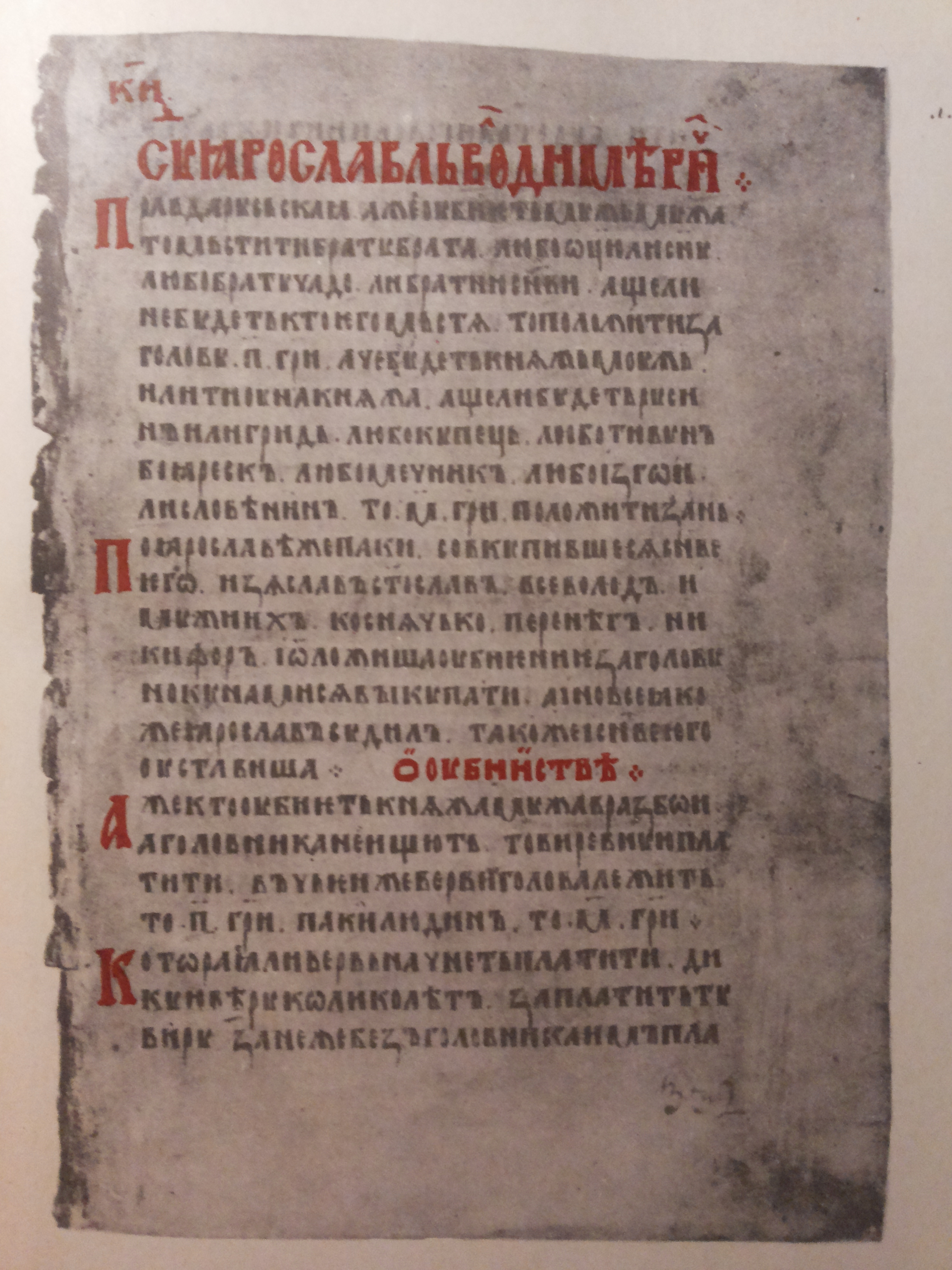
「拡大本」『ルースカヤ・プラウダ』の1葉目。14世紀の写本

ルースカ・プラウダ（ルーシ法典）（古東スラヴ語: правда роусьскаΙаまたはправда рускаа、ロシア語: Русская Правда）はキエフ・ルーシ期の法令集である。収集された条文は数段階を経て補追されたものであり、内容的には刑法、相続法、商法、訴訟法等に関する条項を含んでいる。歴史学的史料としては、特にキエフ・ルーシ期の法律、社会、経済等の面において、『原初年代記』と並ぶ主要な文献史料に位置づけられている。
（留意事項）
- 本頁の歴史的用語の「カタカナ表記」は、便宜上、現代ロシア語からの転写に統一した。ウクライナ語、ベラルーシ語、古典スラヴ語による表記は他言語版リンクや参考文献中のサイト等を参照されたし。
- 歴史的用語の「訳語」のうち、「#」の付いたもの（特に2単語以上からなる単語に付した）はロシア語の直訳であることに留意されたし。「カタカナ表記」・「訳語」共に日本語文献による出典の有無については脚注を参照されたし。
- 条文はミハイル・スヴェルドロフ(ru)による現代ロシア語への対訳（「簡素本」：Краткая редакция、「拡大本」：Пространная редакция）に基づく。

## 構造

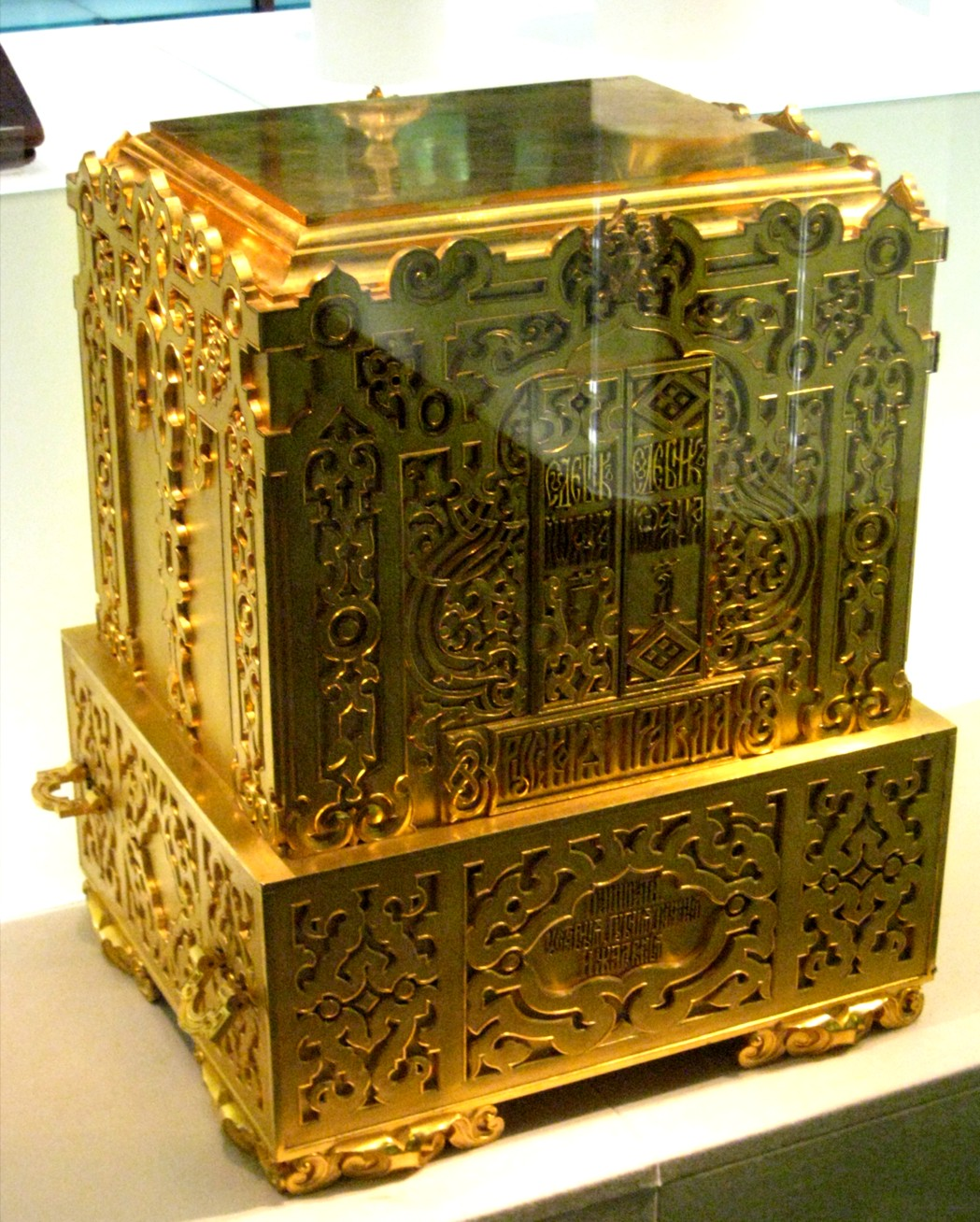
ルースカヤ・プラウダや法典、勅令を入れるための箱。（サンクトペテルブルク・1853年 - 1858年）

『ルースカヤ・プラウダ』は数段階の条文追加を経た法令集であるが、その最も原型たる編纂本は発見されていない。キエフ・ルーシ期より後世の写本のみが残されており、現存する写本は15世紀から17世紀にかけてものが多くを占めている。102の写本が発見されているが、写本間での表現の異なる個所も多く、解釈に関する論争の元ともなっている。また、原本には条文に対し条文番号がふられているわけではなく、条項の数にもやや諸説ある。
現存する『ルースカヤ・プラウダ』の諸本は2系統に分類される。すなわち、43ヶ条（42条ともみなされる）からなり、「簡素本」と呼ばれる写本群と、この43ヶ条を修正し且つ新たな条項を追加した、121ヶ条からなる「拡大本」と呼ばれる写本群の2系統である。さらに、「拡大本」と他の史料とを底本として編纂された「簡略本」が存在したと想定されている。
この「簡素本」・「拡大本」の条文は、増補時期等によって以下の分類がなされる。
「簡素本」の構造
- 第1条 - 第18条：「ヤロスラフの法典[1](ru)」[注 1]
- 第19条 - 第41条：「ヤロスラフの子らの法典[1]」
- 第42条：ヴィーラの過程#(ru) - ヴィルニク（人命金徴収者[3]）と呼ばれたクニャージ（公）の従僕（実質的に官吏）による、ヴィーラと呼ばれた賠償金を徴収する手順を規定した条項。徴収者に対し、食料など供出する物資（賠償金以外の）について規定されている[4]。
- 第43条：モストニクへの支払い# - モストニク（Мостник。丸太による舗装道路（Мостовая）や橋（Мост）を建設する者。）に対する労働報酬を規定した条項[5]。

「拡大本」の構造
- 第1条 - 第51条：「ヤロスラフの子らの法典の改定法典[1]」
- 第52条 - 第66条：「ウラジーミル・モノマフの法規[1]」
- 第67条 - 第121条：その他の法令[1]

「簡略本」の構造
「拡大本」の抜粋に他の条文を加味したものであり、全50条から成る。

## 写本の初出
『ルースカヤ・プラウダ』の諸本のうち、発見された「簡素本」の写本は2つあり、「コミッシヤ写本（Комиссионный / 直訳：委員会）」と「アカデミー第1写本」と呼ばれる。「簡素本」に含まれる条文は、1738年に、ヴァシリー・タチーシチェフ(ru)によって、「新輯本」・『ノヴゴロド第一年代記』の写本の1016年の頁に記載があることを確認されたのが最初の発見である。「アカデミー第1写本」はタチーシチェフが発見したものと同じものであり、最も信頼性が高いとされる。また、タチーシチェフがこの二つの写本を元に作成した写本が存在している。
なお、タチーシチェフが「簡素本」の収録を確認した『ノヴゴロド第一年代記』は、「新輯本」と呼ばれる、『ノヴゴロド第一年代記』の2系統の写本のうち新しい年代に作成されたものである。これは「簡素本」の成立年代に関する諸説を生む元ともなっている（参照：#成立に関する諸説）。
「拡大本」の写本については、13世紀から15世紀にかけての写本が発見されている。また、より新しい世紀の『コルムチャヤ・クニーガ(ru)』（Кормчая книга / 『舵の書』（寺領類編））や、『メリロ・プラヴェドノエ(ru)』（Мерило Праведное / 戒律規範#）、その他の写本集成本や年代記(ru)中にも所収されている。「拡大本」の表題中にはヤロスラフの名が含まれている。 
「簡略本」は17世紀の『コルムチャヤ・クニーガ』の2つの写本の中に所収されており、「拡大本」と同じく表題にヤロスラフの名が含まれている。

## 成立

### 他の法律との関連
『ルースカヤ・プラウダ』は、「ゲルマン法」に含まれる、ヨーロッパ早期の法令集（例えばフランク王国の『サリカ法典』や、5世紀 - 6世紀の『リプアーリ法典#(ru)』（ドイツ語: Lex Ripuaria）、『ブルグント法典#』など）に類似する点がある。さらに、「ビザンツ法」や、教会からの影響があるという説がある。Y・シチャポフ(ru)によれば、ノヴゴロドでは『ルースカヤ・プラウダ』は、教会裁判において世俗的な事件に関して履行されたという。
また、10世紀以前の東スラヴ民族の慣習法が含まれている。その根拠として、たとえば「簡素本」第1条に記される「血讐」（復讐法(ru)）が挙げられる。すなわち、第1条は、「人が人を殺害した場合、兄弟は兄弟に、子は父に復讐を為せ。あるいは兄の子が。妹の子が。（後略）」という主旨の条文であるが、この親族による復讐の原則に、東スラヴ民族の古くからの慣習法との関連が示唆されている。

### 成立に関する諸説
「簡素本」の各条項

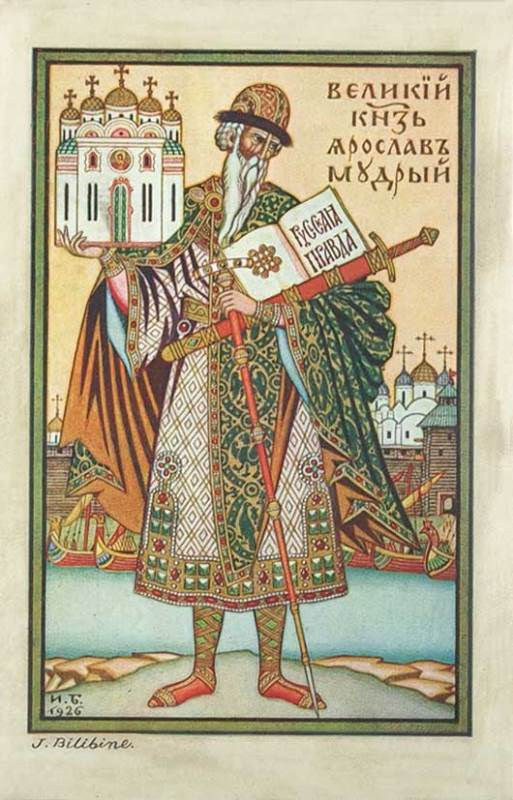
ヤロスラフ。左手にルースカヤ・プラウダを抱える。（イヴァン・ビリビン画）

- 第1条 - 第18条：「ヤロスラフの法典」 - ヴァシリー・タチーシチェフによって発見された「簡素本」は、『ノヴゴロド第一年代期(ru)』（新輯本）の1016年の頁に記載されたものである[注 2]。1016年の頁は、「ノヴゴロド公ヤロスラフが兄弟のスヴャトポルクをリューベチ近郊で破った後、キエフ大公位に就くと、この戦いでヤロスラフを支援したノヴゴロドの人々に金銭を与えて賞し、また「グラーモタ(ru)」（特許状[8]）を与えた」という主旨の記述があり、この次に「簡素本」中の第1条 - 第18条（「ヤロスラフの法典」）が記載されている。この1016年を、『ルースカヤ・プラウダ』の原型が成立したとみなす説が、研究史上根強い[8]。また、ヤロスラフがノヴゴロドの人々に法文を与えた背景については以下の考察がある。すなわち、ヤロスラフはスヴャトポルクとの戦いに際しヴァリャーグを傭兵に雇い入れていたが、彼らはノヴゴロドの人々に乱暴を働き、治安の乱れの元ともなっていた（これにより一時ヤロスラフとノヴゴロドの人々との間にも摩擦が生じていた）[14]。そのような状況の元、1016年のスヴャトポルクとの戦いに臨み、ノヴゴロドのヴェーチェ（民会）は、ノヴゴロド兵の出兵の見返りとして、刑法の布告の約束をヤロスラフに求めていた、という経緯によるものだという指摘である[15]。
- 第19条 - 第41条：「ヤロスラフの子らの法典」 - これらの条項の通称である「ヤロスラフの子ら」とは、イジャスラフ、フセヴォロド、スヴャトスラフの3人を指す。「簡素本」第19条の前に、「イジャスラフ、フセヴォロド、スヴャトスラフ、（以下5名中略。キエフの高官と推定される。）が収集し、ルーシの地に制定された法典」という主旨の一文があり[16]、通称はこの一文に基づいている。条文制定の時期については、この一文に基づき、3兄弟の治世期（1054年 - 1072年）にこの期間の諸事件を加味して推定した諸説がある（日本語文献では、1054年 - 1068年間説[17]、1072年説[18]など）[注 3]。一方、条文制定には3兄弟の父・ヤロスラフが関与しており（この立場では、「簡素本」第19条の前の一文は誤挿入とみなされる）、ヤロスラフの死去した1054年以前とみなす説もある[19]。
- 第42条(ru) - この条文はヤロスラフが定めたものとされている[19]。1024年 - 1026年間説、1020年代 - 1030年代間説[8]、イリナルフ・ストラトノフ(ru)による1036年以降説などの他、ミハイル・チホミローホフ(ru)による、12世紀初頭以降とする説がある。
- 第43条 - 1020年代から1030年代とする説がある。

「拡大本」の各条項
- 第52条 - 第66条：「ウラジーミル・モノマフの法規」 - 第53条（「ヤロスラフの子らの法典の改定法典」を全51条とした場合[1]には第52条）に、「ウラジーミル・フセヴォロドヴィチ（＝ウラジーミル・モノマフ）のウスタフ（法規）。之はスヴャトポルクの死後、ベレストヴォに自身のドルジーナ、即ちキエフのトィシャツキー・ラチボル(ru)、ベルゴロドのトィシャツキー・プロコピー（5名中略）らを招集し決議したものである（以下、徴収に関する条文。後略。）」とあり、この部分の通称はこれに基づく。ウラジーミル・モノマフがキエフ大公位にあった（スヴャトポルクの死後にキエフ大公位に就いた。）時期（1113年 - 1125年）に編入された。なお一説には、ウラジーミル・モノマフによる法規と言えるものは、モノマフの名が言及されるこの第53条のみであるとみなす説がある。
- 「拡大本」としての集成は12世紀に行われた[6]。

「簡素本」に対し、「拡大本」は、土地所有者の特権や、隷属民であるスメルド、ザークプ、ホロープに関する条項などに関する条文に、社会層の分化の進行が反映している。また、クニャージとボヤーレの所有地が発展し、その土地やその他の財産の所有権を守ろうとする動きが指摘しうる。さらに、商品・貨幣経済の発展によって生じた、法的規制の必要性により、契約締結の順序や、所有物の相続に関する条文が追補された。
「簡略本」の編纂
上記の2版に対し、「簡略本」の成立は大幅に後世であるとされる。アレクサンドル・ジミン(ru)は16世紀から17世紀の初めであるとし、ミハイル・チホミローホフは15世紀末としている。

## 法体系

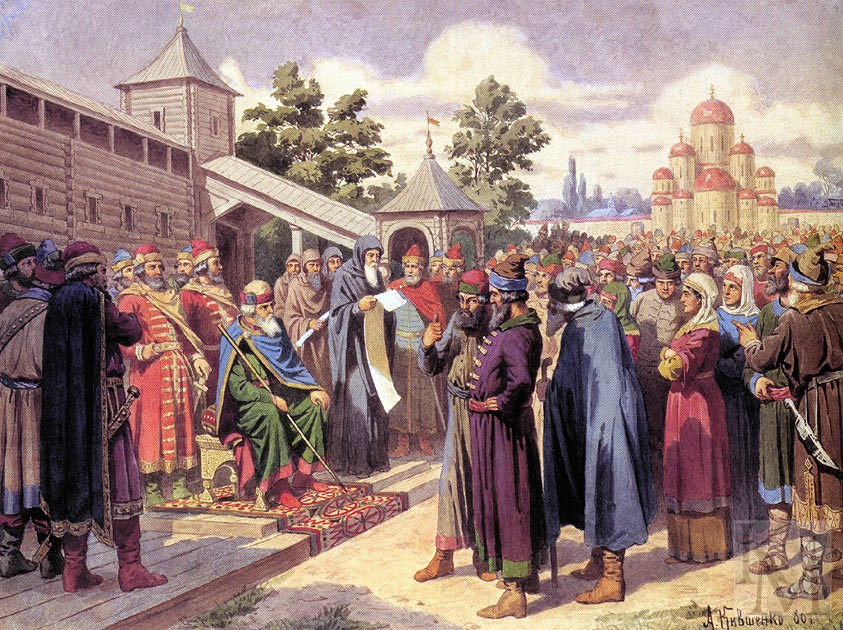
『ヤロスラフの元でルースカヤ・プラウダの朗読を聞く人々^{#}』（アレクセイ・キフシェンコ(ru)画・1880年）

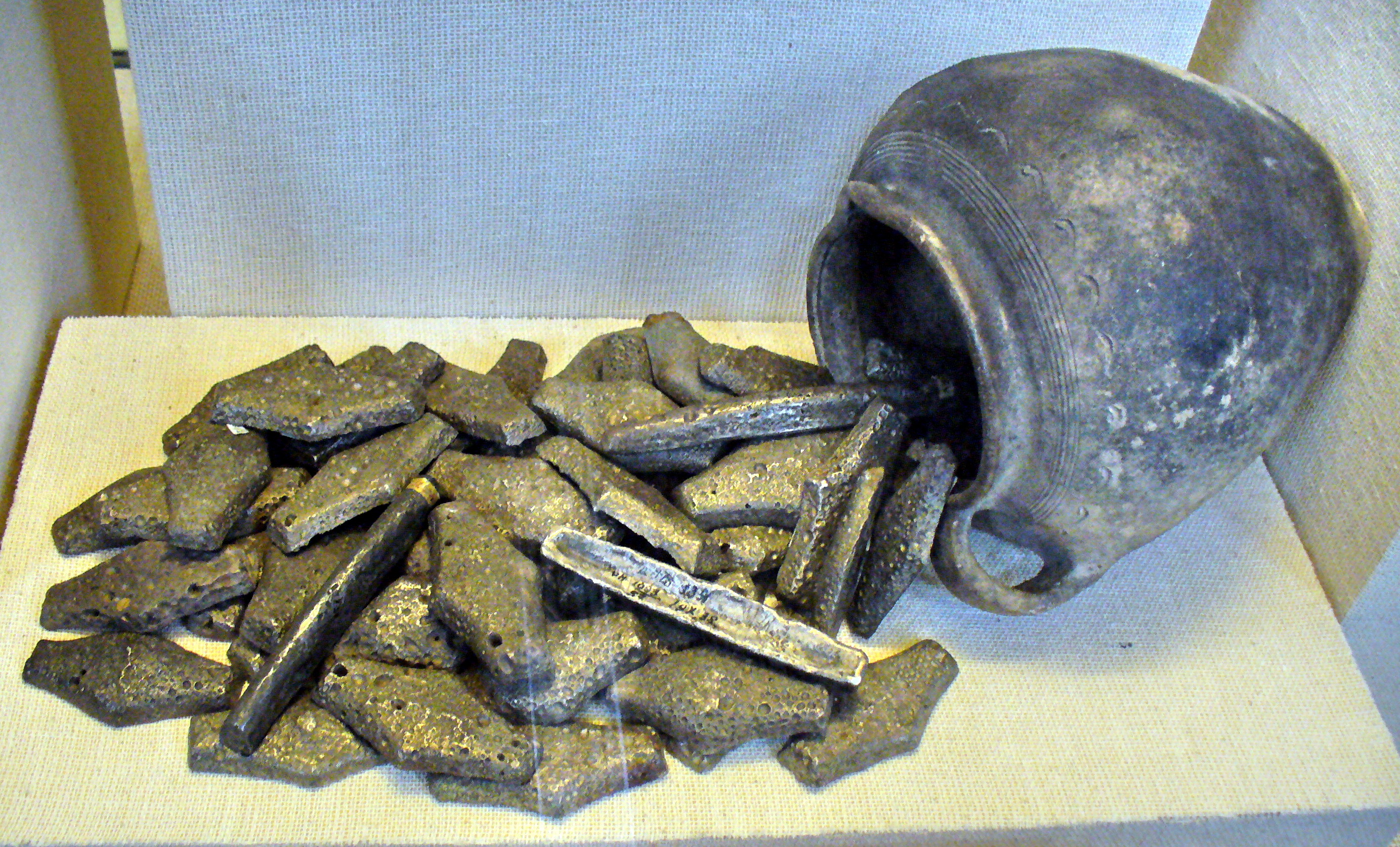
グリヴナ。銀。（キエフ・12 -13世紀）

以下に『ルースカヤ・プラウダ』中の条文の特徴を述べる。

### 刑法
死罪
『ルースカヤ・プラウダ』は、他国の初期の法律のように死刑制度が導入されている。殺人罪に対しては死刑が執行された。ただし、過失による殺人と、故意による殺人（さらに、侮辱への報復による殺人と、強盗行為に伴う殺人に分類）とが区別されて規定され、背景に深刻な理由があるか、あるいは軽い動機であるのかという点、被害者にとってとれだけの侮辱（たとえば口髭や顎鬚の切断）を与える殺害であったか、等の事例ごとに対して区分されており、死刑ではなく重い罰金を課す規定もあった。
罰金
『ルースカヤ・プラウダ』には、クニャージに支払う罰金と被害者に支払う賠償金が規定されており、その額はグリヴナ、クナ(ru)などの通貨単位を用いて規定されていた。また、誰に対して罪（たとえば傷害）を犯したかによって、罰金の額が決定された。たとえば、先に挙げた第1条は、「血讐」（復讐法）による死罪に関して述べた後に、「（前略）もし何人も復讐を為さないならば、クニャージ（公）もしくはクニャージの派した管理人の場合、80グリヴナを以て殺害に購え。ルシン（русин）、グリヂ(ru)（гридь / 親衛兵）、商人、ボヤーレ(ru)（貴族層）の派した管理人、メチニク（官吏）、イズゴイ、スロヴェネ族（ノヴゴロド人。文脈上一般人。）の場合、40グリヴナを以て殺害を償え。」と規定している。いわば社会的身分の存在を裏付けるものでもあり、『ルースカヤ・プラウダ』上では、大きく分けて「上流階級」「自由民」「隷属民」の3分類が見出される。
また、クニャージ（公）に納める罰金には以下の種類があった。罰金は、貢税（ダーニ）、関税と共にキエフ・ルーシ期の国庫収入源の１つであった。
- ヴィーラ - 自由民の男性を殺害した罪に対する罰金。そのうち、平民の殺害には40グリヴナ、公のチウン（使用人）のうち家職長と馬丁長を受け持つ者の殺害には倍の80グリヴナの支払いが課された。
- ポルヴィリエ（半ヴィーラ） - 女性の殺害、自由民への重い障害罪に対する罰金。
- プロダジャ - 軽度の障害罪、窃盗などの、上記以外の犯罪に対する罰金。原則的にヴィーラに比べ少額が課された。

また、被害者への賠償金として以下の種類があった。
- ゴロヴニチェストヴォ(ru) - 殺害されたものの家族に対して支払う賠償金。
- プラタ・ザ・オビドゥ - 侮辱に対する賠償金の意。原則的に被害者に支払う。
- ウロク[注 4] - 物品の窃盗や破損、もしくはホロープ(ru)（完全奴隷。（後述））の殺害に対して所有者に支払う賠償金。

### 私法

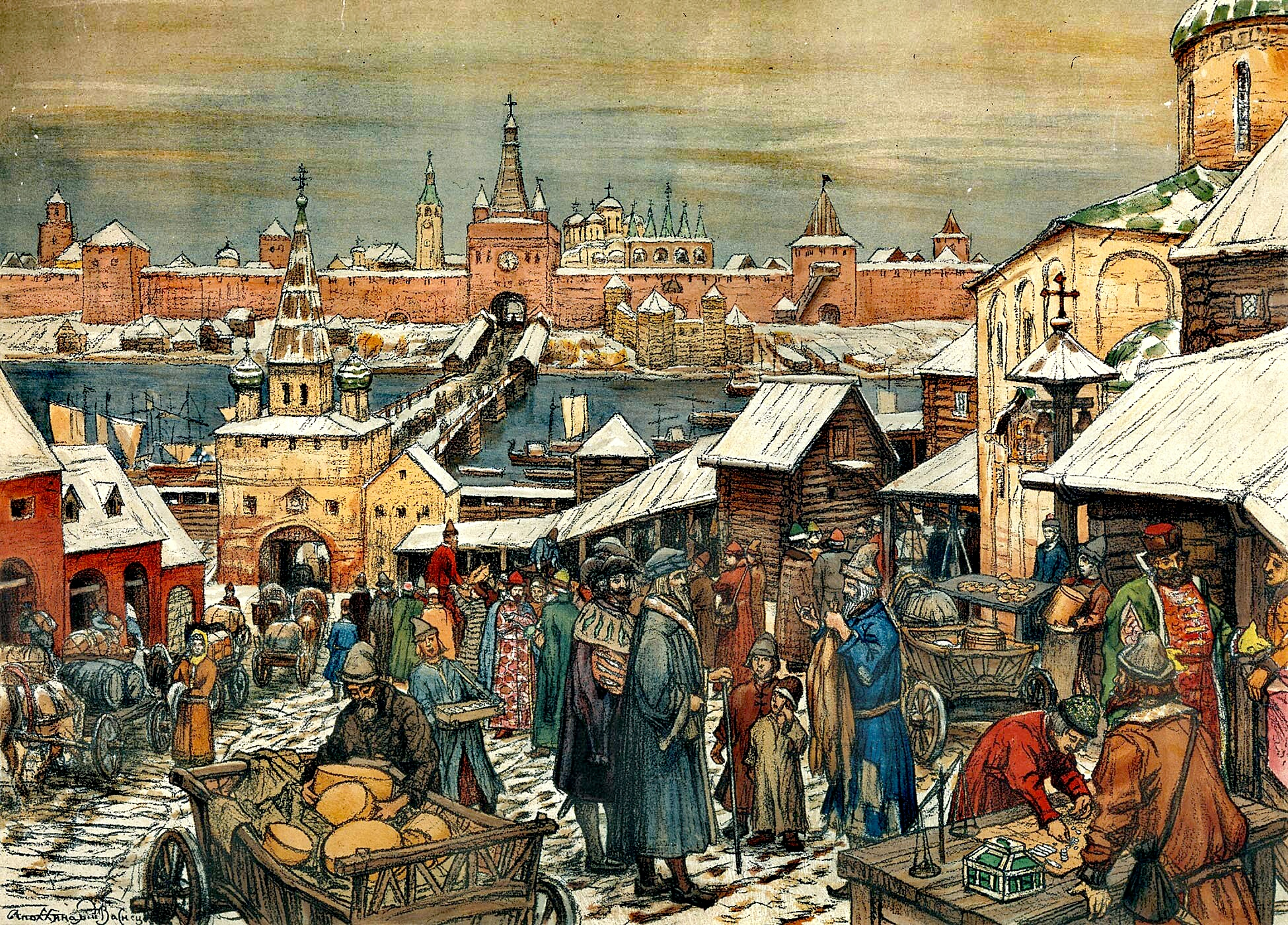
『ノヴゴロドの取引^{#}』（アポリナリー・ヴァスネツォフ画・1909年）

『ルースカヤ・プラウダ』に基づき、商人は所有物を貸し与えることができた。これによって高利貸し業も行われた。すなわち、利子として（法の下に正当に）利息分を金銭で取戻したり（なお、この借金に対する利子をさす言葉としてレズ（рез）という用語が用いられた。）、あるいは貸した量より多くの物品を受け取る行為である。また、相続法に関する記述が詳細に記載されている。相続は法に定められた規定と同様に、遺言による譲渡も考慮されていた。

### 訴訟法

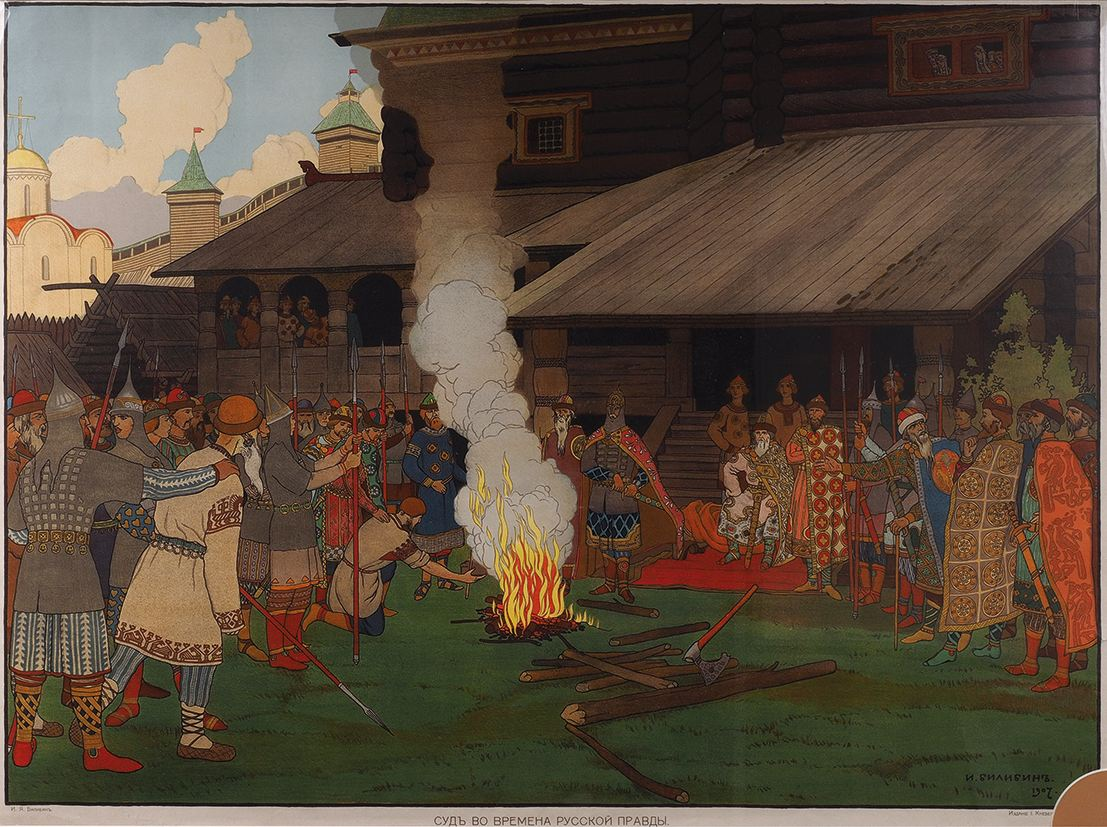
クニャージ・スード（イヴァン・ビリビン画）

刑法上の犯罪に対しては、クニャージ・スード（直訳：クニャージの裁判・法廷）と呼ばれる、クニャージの代理人により執行される裁判の実施が規定されていた。事件の解決のために、この裁判で対決できる権利、当事者には平等に事件の経過について述べることができる権利が規定されていた。また、支払い無能力者から負債分を回収する手順に関する規定があった。
訴訟とその案件の裁定に関しては、以下のような方法がとられた。
- 事件の公表（Закличють и на торгу） - まず、犯罪の発生（たとえば、ある個人の所有物が紛失したことについて、など）について、人々の密集した場所（「на торгу」は「市場で」、の意。）での公示が行われた。紛失した物品を同定できる特徴が公表され、もし紛失物が公示から3日後以降に、誰かの所有物として発見された場合、その所有者が犯人であるとみなされ、次のスヴォドへと議事が進行した。
- スヴォド(ru) - 多義的な概念。「目撃者の証言」あるいは「紛失物の探索手順」を意味する可能性がある。後者とした場合は以下の手順を指す用語である。まず、上記の公表の後に紛失した物品が発見され、犯人とみなされた者は、その物品が購入した物であることを証明する必要があった。この犯人とされた人物が、購入元（販売者）を指名した場合は、その販売者に同様の証明が課された。このようにして、スヴォドはその物品を購入したことを説明できない人物に到達するまで続けられ、証明できなかった人物が窃盗犯であるとみなされた。

## 条文と社会層

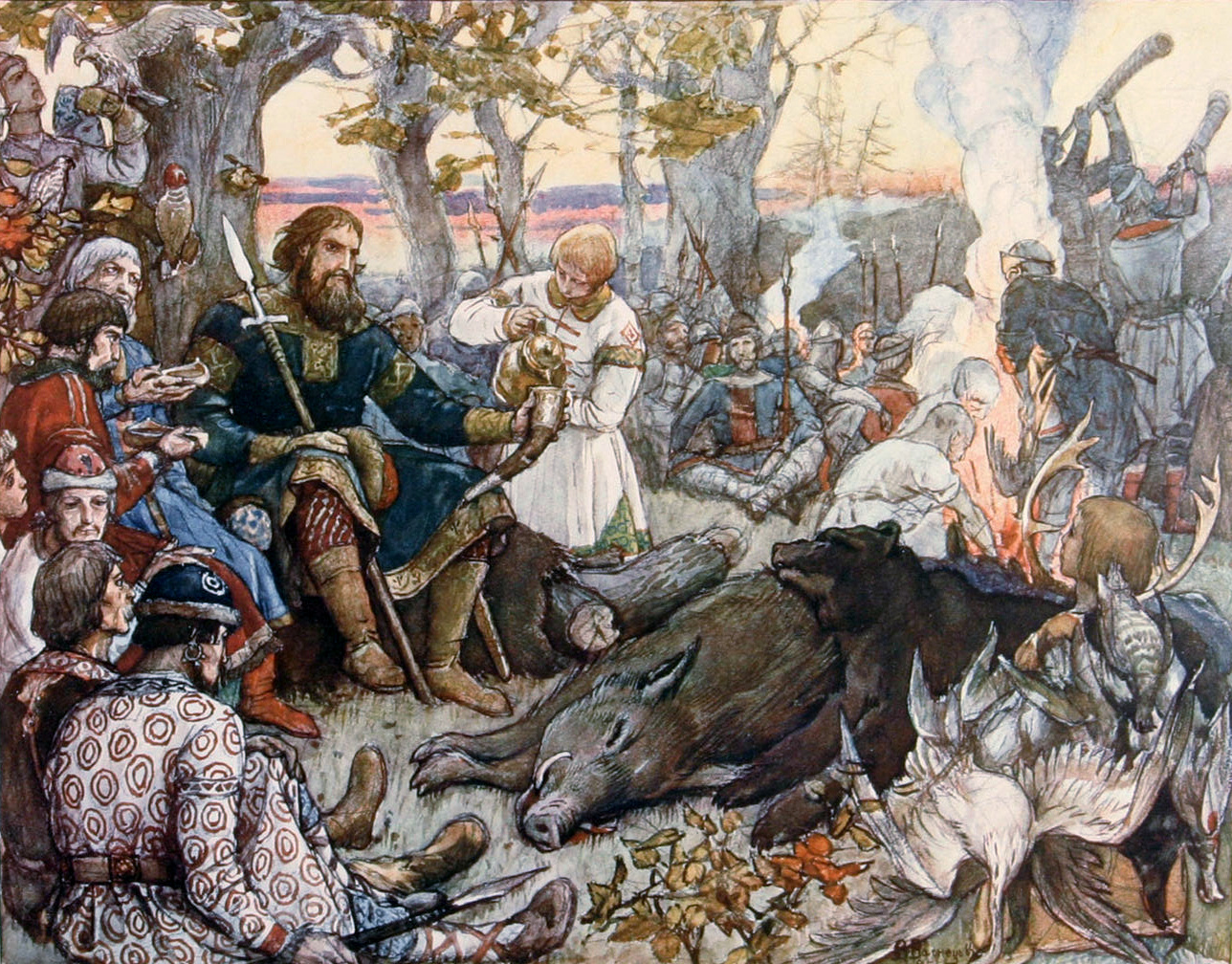
クニャージ（ウラジーミル・モノマフ）とドルジーナ（ヴィクトル・ヴァスネツォフ画・1848年）

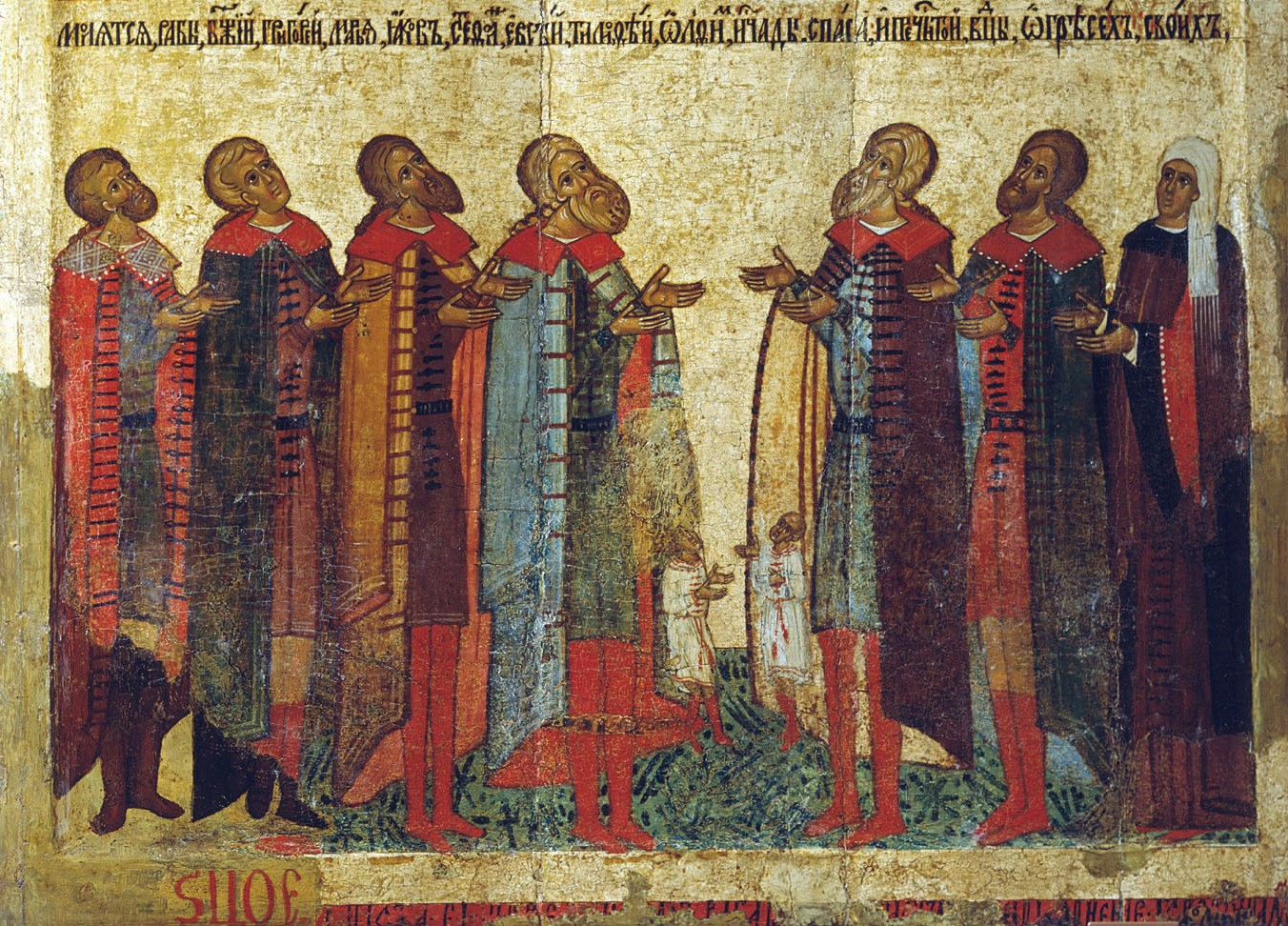
ボヤーレ（1467年頃）

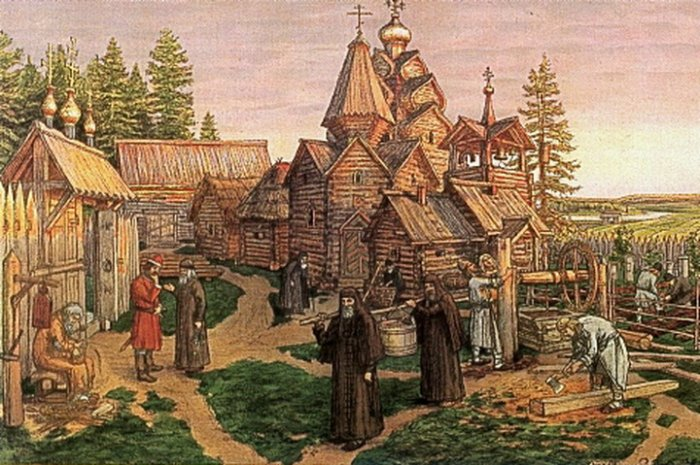
中世ルーシの一般民衆（ムージ）。（アポリナリー・ヴァスネツォフ画）

『ルースカヤ・プラウダ』は、社会層に関する史料としても主要な文献史料に位置づけられている。それは、『ルースカヤ・プラウダ』中の法規が、身分によって罪に対する罰金の額を決定するという特徴を示している点にある。以下は『ルースカヤ・プラウダ』中に記された社会層を示す用語とその解説である（解説は『原初年代記』等の別の史料に基づき考察された身分的特徴や役職の解説を含む。なお、本節以外の社会層や役職を示す用語に関しては、キエフ大公国#政治・社会、Category:ルーシの社会的集団を参照されたし。)

### 上流階級
キエフ・ルーシ期はクニャージを頂点とした身分社会であった。行政・軍事等に関わる為政者層が存在し、これらの人々の殺人には80グリヴナの罰金が規定されていた。
- クニャージ - 統治者の称号であり、日本語文献では「公」と訳される[24]。裁判を行い、ヴィーラ等の罰金を徴収する権利が規定されていた。クニャージはスラヴ語派の他王朝においても用いられた称号であったが、キエフ・ルーシにおいては9世紀以来リューリク朝のみが冠される照合・地位であり[25]、その例外はごく一部に留まった。
- （上位の）ドルジーナ - 一般的には公に直属する軍人。「従士団[26]」、「親衛隊[27]」などと訳される。
- ボヤーレ - 「貴族」等と訳される上流階級層であり、軍事、行政などの面で政治に関連した。

なお、これら為政者層の財産権を守るため、為政者に属する官吏の地位も法的に保護・強化された。以下の官吏の殺害にはクニャージらと同じく、80グリヴナの罰金が課された。
- チウン / オグニシチャン(ru) - 共にクニャージやドルジーナの従僕という位置づけにあり、クニャージの私有する村落の管理者であった。（他には家令、馬丁などの役割も担った。）

### 自由民
第1条において、殺害した場合40グリヴナの罰金（上流階級層の半額）が適応する者としてスロヴェニンという用語が記載されている。スロヴェネ族、すなわちノヴゴロドの地(ru)に住む人々のことであり文脈上一般の人々を指している。『ルースカヤ・プラウダ』中でムージ（муж）と記される自由民階級に当たる人々である。
また、第1条には以下のような役職、社会的身分が列挙されており、これらの地位にあるものの殺害も40グリヴナの罰金が課された。
- ルシン - クニャージに仕える若いドルジーナ
- グリヂ(ru) - 軍事的役職を担う下位のドルジーナ
- ヤベトニク - 裁判に携わるドルジーナ
- メチニク - クニャージに所属する、裁判に携わった官吏。
- イズゴイ - 諸事情により所属していた社会層から脱落した人々。クニャージの場合、クニャージとしての相続権を失ったものがイズゴイと呼ばれた。

### 隷属民
特権階級に従属する人々。クニャージのコルムレニエ(ru)（寄食地、扶養地）や村等の所領に住み、労働に従事した。『ルースカヤ・プラウダ』中最も低い位置づけにあり、これらの人々の殺人に対しては5グリヴナの罰金と規定された。この中にもさらに社会的地位の格差が存在した。（なお、社会的位置づけや用法は、キエフ・ルーシ期以降の歴史において変動するものがある。詳しくは各頁を参照されたし。）
- スメルド - 文脈上小作人を意味する。その死後に未婚の娘がいない場合は、スメルドの所有物はクニャージに接収された。
- リャドヴィチ / ザークプ - 契約（リャド）に基づき他者の隷属民となった者。リャドヴィチは負債の返却義務を果たすまでの期間、ザークプは年季奉公者として労働を行った。両者の社会的立場は似通っているが、リャドヴィチの方がより新しく（12世紀）登場した社会層である[3]。
- ホロープ（ホロポストヴォ / 直訳：ホロープ集団）(ru)[注 6] - 完全隷属民。まさに奴隷の位置にあった[28]。課税の対象とはならず、このうちオベリ（Обель） と呼ばれる者は生涯隷属民の位置にあった。また、女性を指す言葉としてはローバ[18]（роба）という名称があった。18世紀のピョートル1世の改革によってホロープも課税対象者となり、自然廃止されることとなった[28]。

## 後世への影響
『ルースカヤ・プラウダ』はキエフ・ルーシ期以降にルーシの地に成立した諸政権、すなわちリトアニア大公国やモスクワ大公国などにおいて法典作成時の典拠として用いられた。